# Pedro Rebocho
Pedro Miguel Braga Rebocho (Évora, 23 de enero de 1995), más conocido como Pedro Rebocho, es un futbolista portugués que juega de defensa en el Khaleej Club de la Liga Profesional Saudí.

## Selección nacional
Pedro Rebocho fue internacional sub-16, sub-17, sub-18, sub-19, sub-20 y sub-21 con la selección de fútbol de Portugal.
Con la selección sub-19 fue subcampeón, en 2014, del Campeonato Europeo de la UEFA Sub-19 2014.

## Clubes
| Club                             | País           | Año       |
| -------------------------------- | -------------- | --------- |
| S. L. Benfica "B"                | Portugal       | 2014-2016 |
| Moreirense F. C.                 | Portugal       | 2016-2017 |
| E. A. Guingamp                   | Francia        | 2017-2021 |
| Beşiktaş J. K. (cedido)          | Turquía        | 2019-2020 |
| F. C. Paços de Ferreira (cedido) | Portugal       | 2021      |
| Lech Poznań                      | Polonia        | 2021-2023 |
| Khaleej Club                     | Arabia Saudita | 2023-     |

## Palmarés

### Títulos nacionales
| Título                      | Club             | País     | Año  |
| --------------------------- | ---------------- | -------- | ---- |
| Copa de la Liga de Portugal | Moreirense F. C. | Portugal | 2017 |
| Ekstraklasa                 | Lech Poznań      | Polonia  | 2022 |